# The Green Hornet (2011)
The Green Hornet is een actiekomedie film van Michel Gondry en ging op 13 januari 2011 in Nederland in première. De hoofdrollen worden vertolkt door Seth Rogen, Jay Chou, Christoph Waltz en Cameron Diaz. De film is gebaseerd op de fictieve misdaadbestrijder The Green Hornet die eerder al in verscheidene radioshows, films en televisieseries mocht opdraven.
De film zou oorspronkelijk al op 25 juni 2010 in première gaan, maar de filmstudio gaf die datum aan de film Grown Ups. De film kwam samen met de eerste trailer van The Green Hornet uit. De première werd daarna verschoven naar december 2010, maar omdat de film, die in 2D werd gefilmd, in 3D werd omgezet, vond de première pas in 2011 plaats.

## Verhaal
Britt Reid is de zoon van de rijke krantenuitgever James Reid. Terwijl zijn vader de corruptie in de stad via de kranten aankaart, geniet Britt van zijn luxeleven. Maar wanneer James op een dag door een bijensteek overlijdt, komt het bedrijf in handen van Britt. Hij besluit dat hij iets moet teruggeven aan de samenleving. Samen met zijn assistent Kato wil hij de misdaad bestrijden.
Ze vermommen zich en trekken er 's nachts op uit. Britt noemt zichzelf "The Green Hornet", maar het is vooral de behendige Kato die het vuile werk opknapt. Benjamin Chudnofsky is hun voornaamste doelwit, want hij wil alle misdaadbazen uit de stad verenigen.

## Rolverdeling
- Seth Rogen - Britt Reid / The Green Hornet
- Jay Chou - Kato
- Christoph Waltz - Chudnofsky / Bloodnufsky
- Cameron Diaz - Lenore "Casy" Case
- David Harbour - Frank Scanlon
- Tom Wilkinson - James Reid
- Edward James Olmos - Mike Axford
- Jamie Harris - Popeye
- Chad Coleman - Chili
- Edward Furlong - Tupper
- Analeigh Tipton - Ana Lee
- Reuben Langdon - Crackhead
- Jerry Trimble - Chudnofsky's man
- James Franco - Danny "Crystal" Clear (niet op de aftiteling)

## Productie
Reeds in de jaren 90 waren er plannen om een film rond The Green Hornet te maken. George Clooney en Jason Scott Lee waren toen de kandidaten om de twee hoofdrolspelers te vertolken. In 2004 doken er nieuwe geruchten omtrent een mogelijke verfilming op. Kevin Smith zou in de regiestoel kruipen en Jake Gyllenhaal en Jet Li zouden de grootste kanshebbers geweest zijn om The Green Hornet en Kato te spelen. Het project ging opnieuw niet door.
Oorspronkelijk zou deze film geregisseerd worden door Stephen Chow, die dan ook het personage Kato voor zijn rekening zou nemen. Maar omdat hij andere plannen dan de filmstudio had, ging het project niet door.
Nicolas Cage stond op het punt de slechterik te spelen. De rol ging uiteindelijk naar een andere Oscarwinnaar: Christoph Waltz.
Danny Elfman ging de soundtrack verzorgen, maar stapte uiteindelijk op omdat hij reeds had toegezegd om aan een andere film te werken.

## Trivia
- De muziekgroep Anvil is in de film te zien.
- Hoofdrolspeler Seth Rogen kreeg veel kritiek na de eerste trailer van The Green Hornet. Rogen, die vooral bekend is van komische rollen, vond men niet geschikt voor de vertolking van een actiepersonage.